# Liste der Baudenkmale in Klocksin
In der Liste der Baudenkmale in Klocksin sind alle denkmalgeschützten Bauten der Gemeinde Klocksin (Mecklenburg-Vorpommern) und ihrer Ortsteile aufgelistet. Grundlage ist die Veröffentlichung der Denkmalliste des Landkreises Mecklenburgische Seenplatte (Auszug) vom 20. Januar 2017.

## Legende
In den Spalten befinden sich folgende Informationen:
- ID-Nr: Die Nummer wird von den Denkmalämtern der Landkreise vergeben. Wenn sie nicht bekannt ist, bleibt die Spalte leer. In dieser Spalte kann sich zusätzlich das Wort Wikidata befinden, der entsprechende Link führt zu Angaben zu diesem Denkmal bei Wikidata.
- Lage: die Adresse des Denkmales und die geographischen Koordinaten.
Link zu einem Kartenansichtstool, um Koordinaten zu setzen. In der Kartenansicht sind Denkmale ohne Koordinaten mit einem roten bzw. orangen Marker dargestellt und können in der Karte gesetzt werden. Denkmale ohne Bild sind mit einem blauen bzw. roten Marker gekennzeichnet, Denkmale mit Bild mit einem grünen bzw. orangen Marker.
- Bezeichnung: Bezeichnung, so wie sie in den offiziellen Listen der Denkmalämter steht. Ein Link hinter der Bezeichnung führt zum Wikipedia-Artikel über das Denkmal. Wenn die Bezeichnung der Denkmalämter inhaltlich fehlerhaft ist, ist in der Spalte „Beschreibung“ darauf hinzuweisen.
- Beschreibung: Beschreibung des Denkmales
- Bild: ein Bild des Denkmales und gegebenenfalls einen Link zu weiteren Fotos des Denkmals im Medienarchiv Wikimedia Commons

## Baudenkmale nach Ortsteilen

### Blücherhof
| ID   | Lage                    | Bezeichnung                        | Beschreibung | Bild                     |
| ---- | ----------------------- | ---------------------------------- | --- | ------------------------ |
| 1173 | Flacher See (Karte)     | Boots- u. Badehaus                 | |                          |
| 72   | Parkstraße 6 (Karte)    | Gutsanlage Blücherhof mit Gutshaus | Ludwig von Blücher ließ Schloss Blücherhof Ende des 18. Jahrhunderts erbauen. Um 1800 war die Anlage zunächst im Besitz von einem Hauptmann von Arnim, darauf folgend von einem Herrn Hintzenstern und den Grafen von Plessen und Freiherrn von Maltzahn. Schließlich wurden Schloss und Gutsanlage Blücherhof im Jahre 1904 vom Naturforscher Professor Alexander Koenig erworben. Er gab den Auftrag, das Gut zu einem der modernsten in Norddeutschland umzubauen. Der Berliner Architekt Gustav Holland entwarf alle Gebäude im neobarocken Stil. | Weitere Bilder           |
| 72   | (Karte)                 | Park,                              | |                          |
| 72   | Parkstraße 5            | Torhaus,                           | |                          |
| 72   | Parkstraße 4a (Karte)   | Marstall,                          | | Marstall,                |
| 72   | Parkstraße (Karte)      | Taubenhaus,                        | | Taubenhaus,              |
| 72   | Hof 2 (Karte)           | Stallscheune,                      | | Stallscheune,            |
| 72   | Parkstraße 3/3a (Karte) | Wohnhaus,                          | |                          |
| 72   | Hof 12c (Karte)         | Schmiede,                          | |                          |
| 72   | Hof 12, 12a-c (Karte)   | Schnitterkaserne,                  | |                          |
| 72   | Hof 11 (Karte)          | ehemalige Tischlerei,              | |                          |
| 72   | Parkstraße (Karte)      | Hofportal,                         | | Hofportal,               |
| 72   | Parkstraße 6            | schmiedeeisernem Gitter,           | | schmiedeeisernem Gitter, |
| 72   | Parkstraße 6            | Eiskeller und                      | |                          |
| 72   | Parkstraße 4 (Karte)    | Speicher                           | | Speicher                 |

### Lütgendorf
| ID  | Lage                                                  | Bezeichnung              | Beschreibung | Bild           |
| --- | ----------------------------------------------------- | ------------------------ | ------------ | -------------- |
| 363 | Bahnhofstraße 1/2 (Flurstücke 171/1 und 172) (Karte)  | Doppelwohnhaus           |              | Doppelwohnhaus |
| 364 | Bahnhofstraße 4/5 (Flurstücke 173 und 174/2) (Karte)  | Doppelwohnhaus           |              | Doppelwohnhaus |
| 365 | Friedhofstraße 2/3 (Flurstücke 142/3 und 143) (Karte) | ehem. Pfarrhaus          |              |                |
| 366 | Friedhofstraße (Karte)                                | Kirche mit               |              | Weitere Bilder |
| 366 | Friedhofstraße (Friedhof) (Karte)                     | Feldsteinmauer           |              |                |
| 366 | Friedhofstraße (Friedhof)                             | Kapelle                  |              |                |
| 366 | Friedhofstraße (Friedhof)                             | Glockenstuhl             |              |                |
| 367 | Friedhofstraße (Friedhof)                             | Kriegerdenkmal 1914/1918 |              |                |
| 368 | Sandschale 1, 1a-1c                                   | Schnitterkaserne         |              |                |

## Quelle
- Karte der Baudenkmale im Geoportal des Landkreises